# Acacia simplex
Acacia simplex ((Sparrm.) Pedley, 1975) è una pianta della famiglia delle Fabacee.

## Descrizione
Si presenta come un arbusto sempreverde senza spine, alto fino a 12 metri, con fiori gialli disposti in spighe globose, che fioriscono da maggio a giugno.
Le foglie sono grandi, ovate-bislunghe, piane senza nervo principale, molto glabre, portate da brevi pezioli.

## Distribuzione e habitat
È diffusa in alcune isole del Pacifico (Nuova Caledonia, Figi, isole Salomone, Samoa, Tonga, Vanuatu).

## Biochimica
La pianta è ricca di alcaloidi triptaminici, la corteccia contiene lo 0,81% di dimetiltriptamina, a peso secco.